# 英诺森汽车制造
英诺森汽车制造（英語：Innoson Vehicle Manufacturing Co. Ltd.，简称IVM）是一家尼日利亚汽车制造商，总部位于尼日利亚阿南布拉州奈崴市。
据该公司称，其70%的汽车零部件是在当地生产的，而其余的则来自日本、中国和德国。
IVM 的车型包括五座 Fox（1.5 升发动机）和 Umu（2 升发动机）以及迷你巴士 Uzo。2022年5月20日，英诺森推出了首款“Keke”三轮机动车，其为尼日利亚的主要交通工具。